# El Rosario (Beni)
El Rosario ist eine Ortschaft im Departamento Beni im südamerikanischen Anden-Staat Bolivien.

## Lage im Nahraum
El Rosario ist eine Ortschaft im Municipio Santa Rosa in der Provinz Ballivián. Der Ort liegt mit seinem Zentrum auf einer Höhe von 135 m am linken, westlichen Ufer des Río Geneshuaya, der flussabwärts in nördlicher Richtung nach 137 Kilometern in den Río Beni mündet.

## Geographie
El Rosario liegt im bolivianischen Teil des Amazonasbeckens in der Schwemmlandebene zwischen dem Río Beni und dem Río Yata in einem ganzjährig humiden Klima.
Die Jahresdurchschnittstemperatur der Region liegt bei 26 °C (siehe Klimadiagramm Rurrenabaque) und schwankt nur unwesentlich zwischen 23 °C im Juni und Juli und gut 27 °C von Oktober bis Dezember. Der Jahresniederschlag beträgt knapp 2000 mm, mit einer ausgeprägten Regenzeit von Dezember bis März mit 200 bis 300 mm Monatsniederschlag und niedrigsten Monatswerten knapp unter 100 mm von Juli bis September.

## Verkehrsnetz
Südöstlich von El Rosario und 817 Straßenkilometer entfernt liegt Trinidad, die Hauptstadt des Departamentos.
Von Trinidad aus führt die weitgehend unbefestigte Nationalstraße Ruta 3 in südwestlicher Richtung über San Ignacio de Moxos und San Borja nach Yucumo. Von dort aus führt die Ruta 8 über 99 Kilometer nach Nordwesten bis Rurrenabaque, von dort weiter in nordöstlicher Richtung noch einmal 97 Kilometer über Reyes nach Santa Rosa de Yacuma. Von dort sind es 84 Kilometer in nordöstlicher Richtung bis zum Río Yata, den sie auf einer neu gebauten Brücke bei Santa Teresa del Yata überquert, weitere 58 Kilometer bis Comunidad Australia, und noch einmal 161 Kilometer bis zur Abzweigung nach El Rosario. Von dort führt eine unbefestigte Piste in südwestlicher Richtung acht Kilometer bis nach El Rosario.
In ihrer Verlängerung erreicht die Ruta 8 nach weiteren 196 Kilometern im nordöstlichen Landesteil die Stadt Guayaramerín am Río Mamoré an der Grenze zu Brasilien.

## Bevölkerung
Die Einwohnerzahl der Ortschaft war in den vergangenen beiden Jahrzehnten leichten Schwankungen unterworfen:
| Jahr | Einwohner | Quelle       |
| ---- | --------- | ------------ |
| 1992 | 254       | Volkszählung |
| 2001 | 309       | Volkszählung |
| 2012 | 248       | Volkszählung |
| 2024 |           | Volkszählung |